# Strój ochronny JSLIST

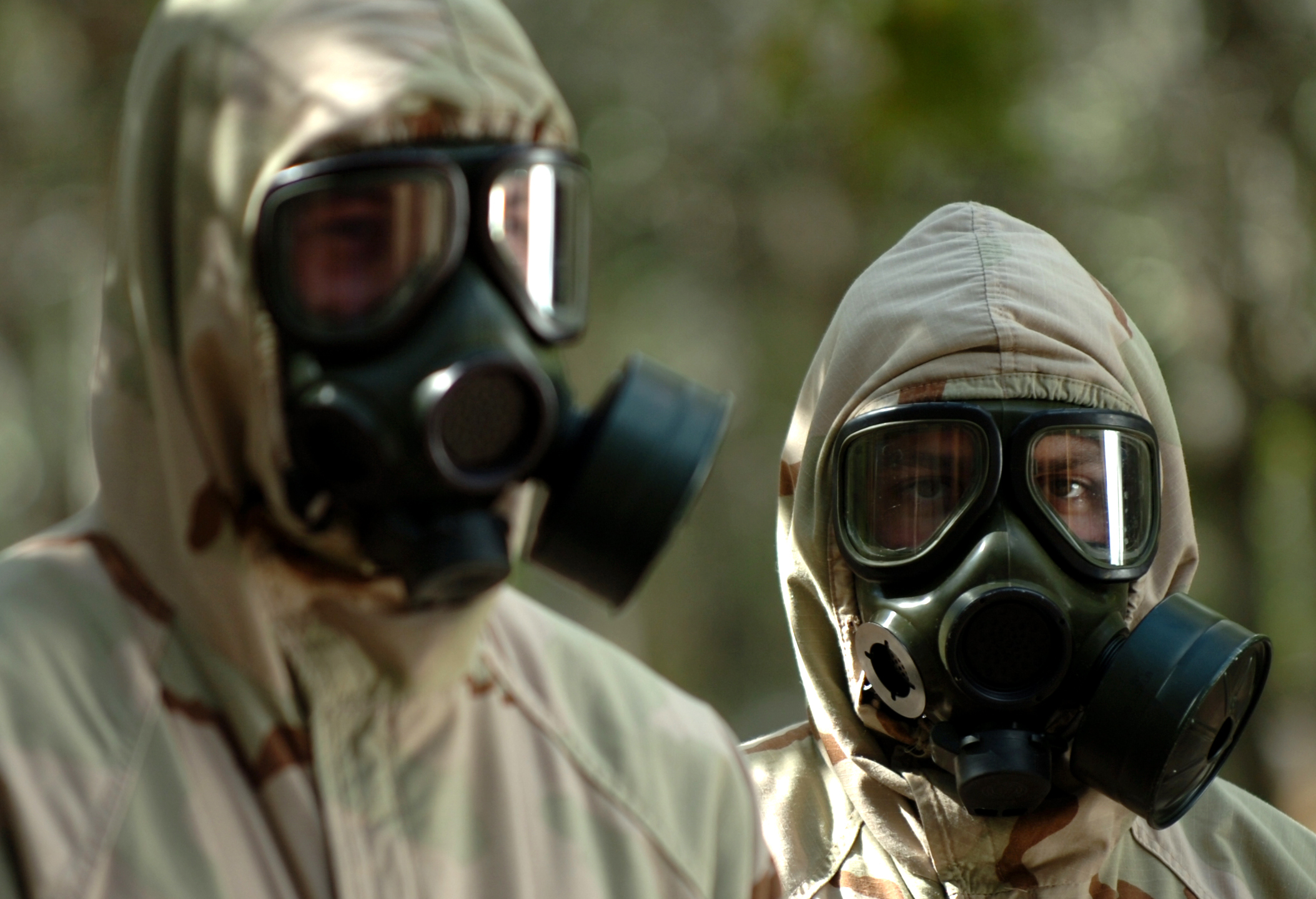
Żołnierze w strojach JSLIST i maskach M40

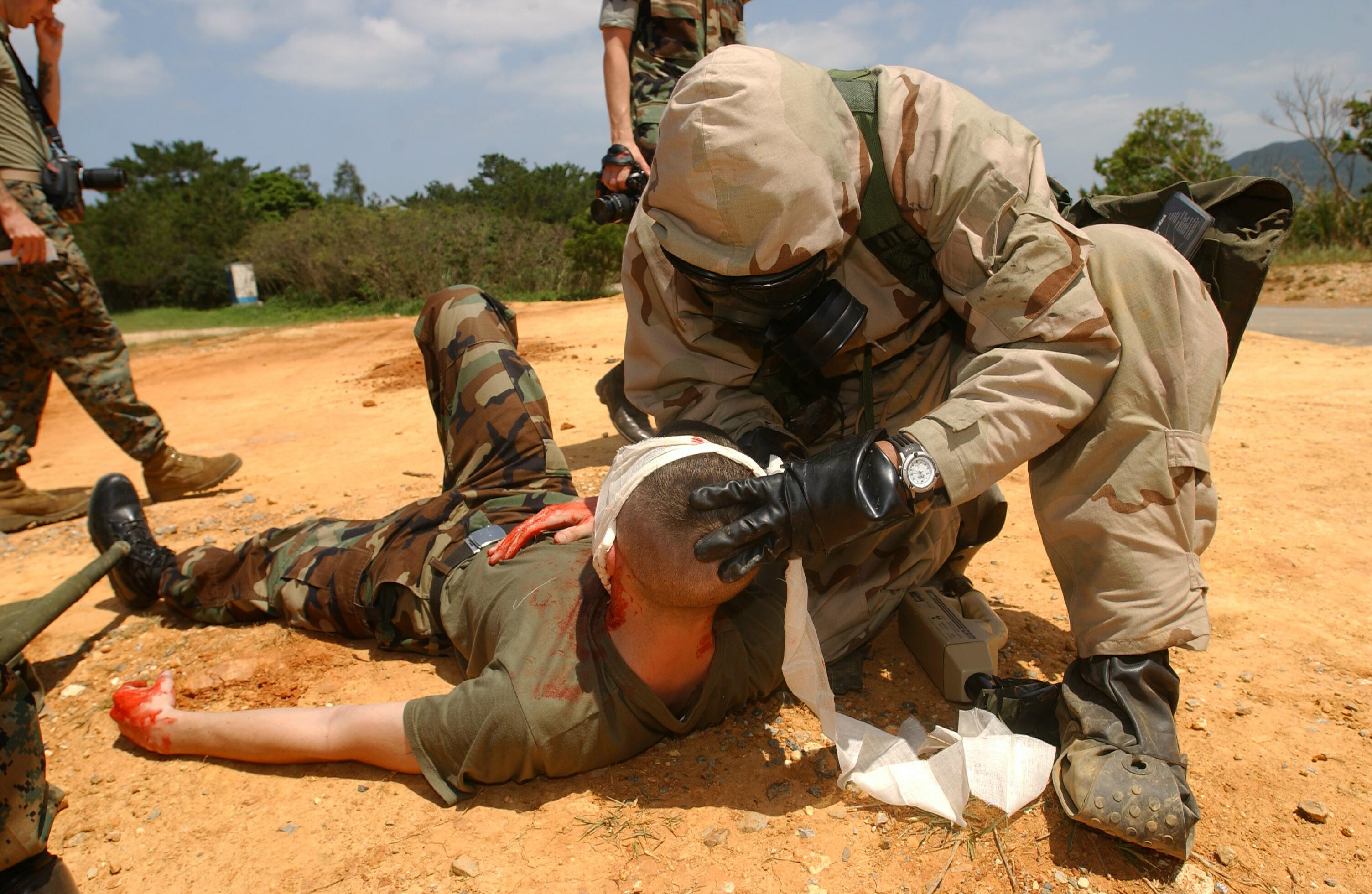
Żołnierz w stroju JSLIST. Doskonale widoczne rękawice ochronne i obuwie przeciwchemiczne

Strój ochronny JSLIST (Joint Services Lightweight Integrated Suit Technology) – etatowy strój przeciwchemiczny (filtracyjny) będący na wyposażeniu Sił Zbrojnych USA od roku 1997. Zastąpił starsze stroje BDO.
Strój JSLIST wraz z maską przeciwgazową (np. M40, M42), rękawicami ochronnymi (Protective Gloves) i obuwiem przeciwchemicznym (Green/Black Vinyl Overboots) stanowi pełne zabezpieczenie żołnierza Sił Zbrojnych USA przed szkodliwym działaniem wszystkich znanych czynników biologicznych i chemicznych, a także i przed pyłem radioaktywnym.
JSLIST powstał w ramach programu badawczego rozpoczętego w roku 1993. Celem projektu było zastąpienie starszych strojów BDO. Testy polowe przeprowadzono w Yuma Proving Ground w roku 1995 i w United States Army Research Institute of Environmental Medicine oraz United States Navy Clothing and Textile Research Facility w roku 1996. Produkcja strojów JSLIST rozpoczęto w roku 1997.
JSLIST podobnie jak inne nowoczesne stroje ochronne ma strukturę dwuwarstwową: warstwę wierzchnią stanowi tkanina mundurowa (NYCO w splocie rip-stop) o wykończeniu wodoodpornym, a warstwę wewnętrzną – materiał filtrosorpcyjny (warstwa węgla aktywowanego).
Strój ochronny JSLIST wykonywany jest w dwóch kamuflażach: Woodland i 3 Color Desert Pattern. Strój składa się z bluzy i spodni. Bluza posiada cztery kieszenie, dwie umieszczone na klatce piersiowej pod kątem (co ma ułatwić dostęp) i dwie na ramionach. Spodnie posiadają dwie kieszeni umieszczone na udach. Ponadto bluza posiada stały kaptur. Wraz z JSLIST używane są rękawice ochronne wykonane z czarnej gumy i zaopatrzone we wkład bawełniany lub wełniany oraz buty przeciwchemiczne wykonane z grubego winylu w kolorze zielonym lub czarnym. JSLIST przenoszony jest w nylonowej torbie w kamuflażu Woodland lub kolorze oliwkowym. W zależności od pogody, JSLIST może być noszony na bieliźnie, mundurze lub zestawie goretexowym.
Strój ochronny JSLIST waży ok. 5,6 kg, (jest o 15% lżejszy niż strój BDO).